# Hamad Al-Tayyar
Hamad Abdullah Al-Tayyar (in arabo حمد الطيار‎?; Al Kuwait, 10 febbraio 1982) è un ex calciatore kuwaitiano,di ruolo centrocampista.

## Carriera

### Club
Gioca per tutta la carriera nel Kazma. Si ritira nel 2007 a causa di un grave incidente stradale.

### Nazionale
Esordisce con la  Nazionale kuwaitiana nel 2001.

Ha disputato con la selezione olimpica le olimpiadi di Sydney 2000.